# Le Pâquier
Le Pâquier (toponimo francese, informalmente anche Le Pâquier-Montbarry) è un comune svizzero di 1 309 abitanti del Canton Friburgo, nel distretto della Gruyère.

## Storia
Il comune di Le Pâquier è stato istituito nel 1827 per scorporo da quello di La Tour-de-Trême.

## Monumenti e luoghi d'interesse
- Chiesa cattolica di San Teodulo, eretta nel 1843-1844[2].

## Società

### Evoluzione demografica
L'evoluzione demografica è riportata nella seguente tabella:
Abitanti censiti

## Infrastrutture e trasporti
Le Pâquier è servito dalla stazione di Le Pâquier-Montbarry sulla ferrovia Palézieux-Bulle-Montbovon.

## Amministrazione
Ogni famiglia originaria del luogo fa parte del comune patriziale che ha la responsabilità della manutenzione di ogni bene comune.